# Witch house (genere musicale)
Witch house (letteralmente "casa stregata", in inglese), anche noto come drag o haunted house ("casa infestata"), è un microgenere di musica elettronica emerso durante i primi anni del nuovo millennio.

## Caratteristiche

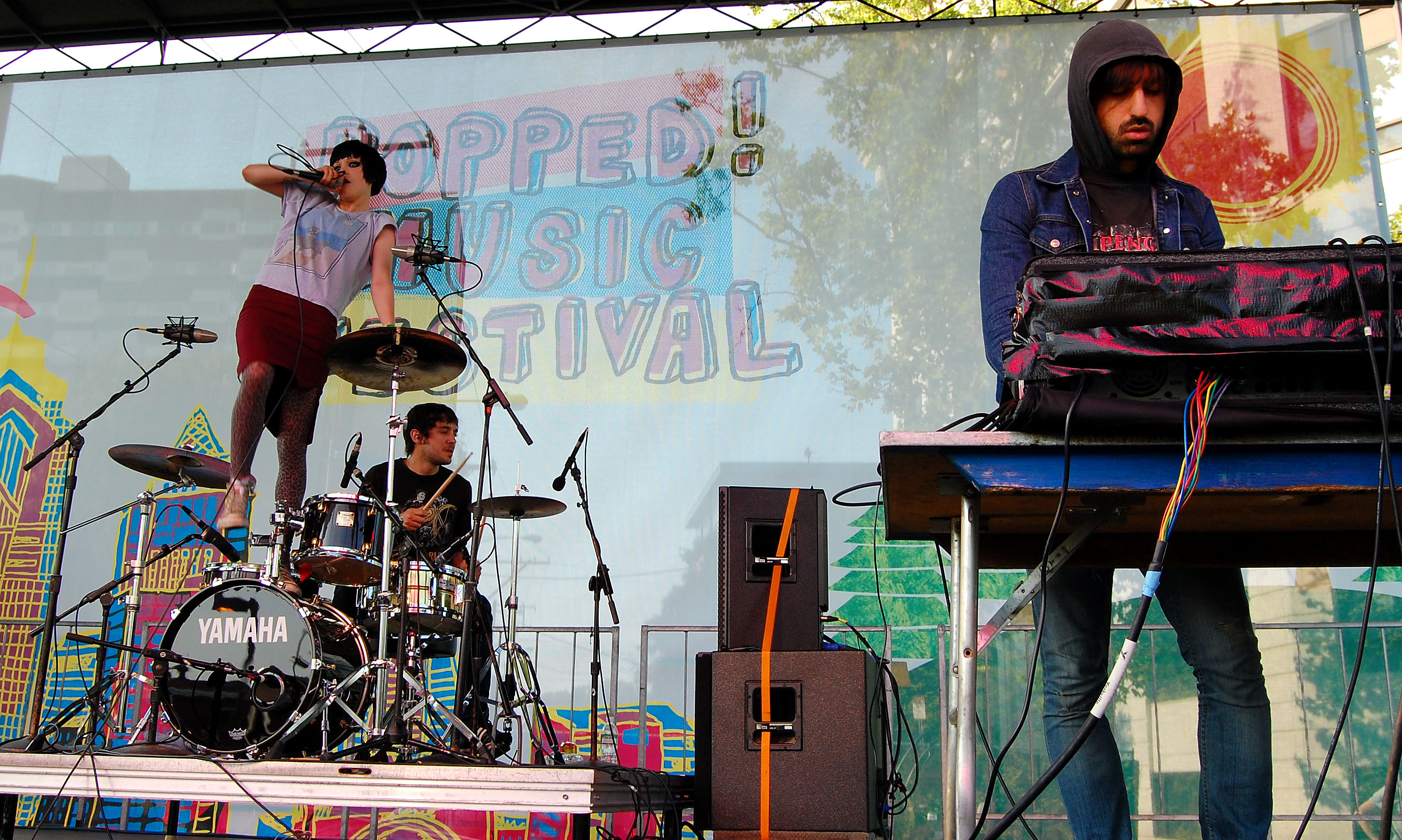
I Crystal Castles

La witch house si distingue per i paesaggi sonori di chopped and screwed, i riferimenti all'industrial, al gothic rock, all'ethereal wave, allo shoegaze e per il sound fortemente sperimentale e rumorista. Viene generalmente suonata sfruttando sintetizzatori, drum machine, bordoni ripetuti e campionamenti sinistri (spesso ripresi da vocalizzi eterei e indefiniti). Gli artisti a cui si ispirano i musicisti witch house includono gruppi post-punk, influenzato da gruppi quali i Cocteau Twins, i Christian Death e i Dead Can Dance, così come diverse varianti della musica elettronica quali l'EBM, l'ambient e il synth pop.
L'estetica della witch house si ispira al mondo dell'occulto, alla stregoneria, allo sciamanismo e a riferimenti horror. Fa inoltre spesso uso di elementi tipografici (soprattutto triangoli, croci e simboli Unicode e Backmasking). Molte opere di artisti visivi del genere incorporano brani ripresi da film e serie televisive dell'orrore quali The Blair Witch Project - Il mistero della strega di Blair e I segreti di Twin Peaks.
Fra gli artisti spesso associati allo stile vi sono i Crystal Castles, Eyedress, Grimes, oOoOO, i Purity Ring , i Salem, Zola Jesus, White Ring, Ghost Mountain e Sematary.